# Diplomatická ochrana
Diplomatická ochrana je politický právní institut, při němž dochází k ochraně fyzické či právnické osoby tím, že její domovský stát na sebe převede nároky či závazky, které má daná osoba vůči jinému státu. K takovému jednání má každý suverénní stát mezinárodního společenství svobodné právo. Avšak nejedná se o jeho povinnost. Tím, že domovský stát převzal závazky daného subjektu, tyto následně po něm vymáhá a charakter sporu se mění z vnitrostátního na mezistátní (mezinárodní).

## Popis
Diplomatická ochrana je právem, pojem mezinárodního práva, kterým se rozumí právo státu chránit své státní příslušníky před jinými subjekty mezinárodního práva, především však před jinými státy. Domovský stát má pro tento účel k dispozici všechny prostředky podle mezinárodního práva. Těmto prostředkům se také říká diplomatické prostředky. Právo na diplomatickou ochranu je nejdůležitější právní důsledek státní příslušnosti (občanství) podle mezinárodního práva. Že se jedná o právo státu, nikoliv jednotlivce, objasnil Stálý dvůr mezinárodní spravedlnosti (SDMS) v rozsudku věci Mavrommatisovy palestinské koncese (Mavrommatis Palestine Concessions) v roce 1924: „Základní zásadou mezinárodního práva je, že stát je oprávněn chránit své subjekty, které byly poškozeny jednáním v rozporu s mezinárodním právem spáchaným jiným státem, od něhož nemohly získat zadostiučinění (satisfakci) běžnou cestou. Tím, že se stát ujme případu jednoho ze svých subjektů a jeho jménem zahájí diplomatické kroky nebo mezinárodní soudní řízení, ve skutečnosti uplatňuje svá vlastní práva – své právo zajistit v osobě svých subjektů dodržování pravidel mezinárodního práva.“ Proto se výkonu práva na diplomatickou ochranu může vzdát pouze stát, nikoliv však jednotlivý státní příslušník (občan). O to se mimo jiné pokusila Calvova doktrína.
V několika málo právních systémech platí, že svým vnitrostátním právem určují subjektivní právo dotčeného subjektu na výkon práva na ochranu domovským státem. Ve velkém množství situací si lze představit, že stát nemá zájem na uplatnění nároku svými státními příslušníky – obvykle se jedná o záležitost politiky.
V roce 2006 přijala Komise pro mezinárodní právo Organizace spojených národů 19 článků o diplomatické ochraně, které shrnují nepsaná pravidla diplomatické ochrany.

## Požadavky
Pro uplatnění práva na diplomatickou ochranu je nutné, aby postižená strana nejprve vyčerpala vnitrostátní opravné prostředky poškozujícího státu a pokusila se tak prosadit svůj nárok (Local Remedies Rule, „pravidlo místních opravných prostředků“).  Od toho lze upustit, pokud se úspěch od počátku jeví jako beznadějný. Kromě toho musí být postižená osoba nejen státním příslušníkem domovského státu v době vzniku škody, ale musí si tuto státní příslušnost zachovat po celou dobu řízení až do jeho ukončení (Nationality of Claims Rule, „pravidlo státní příslušnosti nároků“).
Ačkoli občanství pro vnitrostátní stránku státní příslušnosti není nezbytné, mezinárodní právo určitý úzký vztah (blízkost) mezi domovským státem a poškozenou stranou pro uplatnění práva na diplomatickou ochranu vyžaduje (genuine link, „skutečná/opravdová vazba či pouto“).

## Dvojí občanství
V případě osob, které mají občanství dvou nebo více států, vyvstává otázka, který stát může uplatňovat právo na diplomatickou ochranu. Na základě kritéria skutečné vazby (genuine link) se zde za legitimní považuje stát, ke kterému má dotyčná osoba bližší (nejužší) vztah.
Často je překážkou práva na diplomatickou ochranu zejména státní příslušnost hostitelského státu.

## Právnické osoby
Právo na diplomatickou ochranu mají také právnické osoby. V případě nadnárodních společností je však zejména problémem určit, který stát je považován za domovský. V tomto ohledu existují různé teorie, podle nichž se za domovský stát společnosti považuje buď stát, kde má společnost sídlo, stát, podle jehož práva byla společnost založena, nebo stát, jehož státní příslušníci tvoří většinu akcionářů.